# Silikonharzlack
Silikonharzlacke oder Siliconharzlacke sind Lacke, bei denen Silikonharz als Hauptbindemittel verwendet werden. Im Gegensatz zu den meisten anderen Lacken basieren diese auf einer anorganischen Bindemittelmatrix. Die Hauptanwendungen liegen in Bereichen, die eine hohe Temperaturbeständigkeit erfordern, z. B. bei Öfen.
Silikonharzlacke sind von Silikonharzfarben zu unterscheiden. Bei diesen handelt es sich um wässrige Dispersionsfarben, deren Eigenschaften durch den Zusatz kleiner Mengen Silikonharz optimiert wurden.

## Zusammensetzung
Wie alle Lacke enthalten Silikonharzlacke Bindemittel, Pigmente, Füllstoffe, Additive und Lösemittel.
Als Filmbildner werden vernetzte, hochmolekulare Polysiloxane verwendet. Das Grundgerüst besteht somit aus Silizium-Sauerstoff-Bindungen. Organische Reste (z. B. Alkyl- oder Aryl-) sind dabei immer an Silicium-Atome gebunden. Die am häufigsten verwendeten Substituenten sind dabei Methyl- oder Phenylgruppen. Bei den sogenannten modifizierten Silikonharzen werden Silikonharze und klassische Lackbindemittel wie Polyester, Alkydharze, Acrylate oder Epoxide in einer frühen Phase der Synthese kombiniert.
Die meisten der für andere Lacksysteme geeigneten Rohstoffe sind theoretisch auch für Silikonharzlacke geeignet. Aufgrund des Anwendungsgebietes von Silikonharzlacken kommen in der Praxis jedoch hauptsächlich temperaturstabile Rohstoffe zum Einsatz. Zur Pigmentierung werden hauptsächlich Metalleffektpigmente, Titandioxid, Ruß oder Eisenoxidrot eingesetzt.
Als Lösemittel kommen nur wenige Substanzen in Frage, da eine gute Löslichkeit nur in Aromaten und halogenierten Kohlenwasserstoffverbindungen, sowie Estern vorliegt. In aliphatischen Lösemitteln und Ketonen ist die Löslichkeit beschränkt.

## Eigenschaften
Generell bieten Silikonharzlacke ein Eigenschaftsprofil, das sich von allen klassischen, also auf organischen Bindemitteln basierenden, Lacken unterscheidet. Insbesondere die extrem hohe Temperaturstabilität und die gute Wetterbeständigkeit, vor allem gegen Kreidung und Vergilbung, ragen heraus. Der geringe Anteil an organischen Gruppen ergibt eine nur geringe Änderung des Filmvolumens während der Härtung. Dadurch ergibt sich eine sehr dichte Schicht, die wiederum eine gute Filmfestigkeit erzeugt.
Methylsilikonharzlacke sind mit nahezu allen organischen Bindemittelsystemen unverträglich. Sie erzeugen eine extrem hydrophobe Lackoberfläche, die auch abweisend gegenüber Klebstoffen wirkt. Diese Systeme sind meist matt und extrem spröde. Sie besitzen nur ein geringes Pigmentaufnahmevermögen. Die Beständigkeit gegen Lösemittel ist gut, nicht jedoch gegen Laugen. Die Temperaturstabilität ist gut, so dass kurzzeitig bis zu 500 °C, dauerhaft bis zu 200 °C erreicht werden. Lacke auf der Basis von Methylsilikonharzlacken können durch Wasserabspaltung physikalisch trocknen. Durch die oxidative Abspaltung von Methylgruppen bei hoher Dauertemperaturbelastung wird die Lackschicht auf ein extrem stabiles Siliziumdioxid-Gerüst reduziert. In Kombination mit metallischen Pigmenten entsteht eine extrem hitzestabile Schicht. Diese Systeme sind unter der Bezeichnung Silberbronze bekannt.
Phenylsilikonharzlacke besitzen gegenüber Methylsilikonharzlacken ein besseres Pigmentaufnahmevermögen, eine höhere Temperaturstabilität (kurzzeitig bis zu 700 °C, dauerhaft bis zu 280 °C) und eine bessere Verträglichkeit gegenüber organischen Lackbindemitteln, besitzen jedoch eine weichere Oberfläche. Diese Systeme besitzen darüber hinaus eine extrem hohe Temperaturwechselbeständigkeit. Lacke auf Basis von Phenylsilikonharzen erzeugen beim Verdunsten des Lösemittels eine klebrige Oberfläche, so dass diese Systeme ausschließlich Einbrennlacke sind.
Bei silikonmodifizierten Bindemitteln ist die Wetterechtheit höher als bei den korrespondierenden rein organischen Bindemitteln, selbst wenn nur wenig Silikonharz enthalten ist. Die weiteren Eigenschaften richten sich dann im Wesentlichen nach der anderen Bindemittelkomponente. Wenn das Silikonharz den Hauptanteil stellt, ist die Temperaturbeständigkeit nur leicht eingeschränkt, oft ist jedoch eine Verbesserung des Applikationsverhaltens bemerkbar.

## Anwendungen
Silikonharzlacke werden hauptsächlich zur Beschichtung von Herden, Öfen und Bauteilen der Elektroindustrie (Drahtwiderstände) verwendet. Generell sind die Lacke für alle Anwendungen geeignet, bei denen eine hohe Temperatur- und/oder Wetterbeständigkeit benötigt wird. Siliconmodifizierte Systeme werden für hochwetterbeständige Lackierungen, bei denen keine zusätzliche Dauertemperaturbeständigkeit notwendig ist, verwendet.

## Verarbeitung
Hitzebeständige Schutz- und Decküberzüge benötigen eine gute Untergrundvorbehandlung. In der Regel wird ein metallischer Untergrund blank mit einer ebenfalls auf Silikonharz basierenden Grundierung überzogen, der ein mehrschichtiger Aufbau folgt. Da die oberen Schichten auf vollständig ausgehärteter Grundierung nicht haften würden, werden die unteren Schichten nur unvollständig ausgehärtet – es muss ein Kompromiss zwischen Haftung und Vernetzung gefunden werden.
Bei hochhitzebeständigen Korrosionsschutzsystemen ist die Haftfestigkeit zum Untergrund entscheidend, hier ist eine Vorbehandlung durch Sandstrahlen üblich.